# Onvo L60

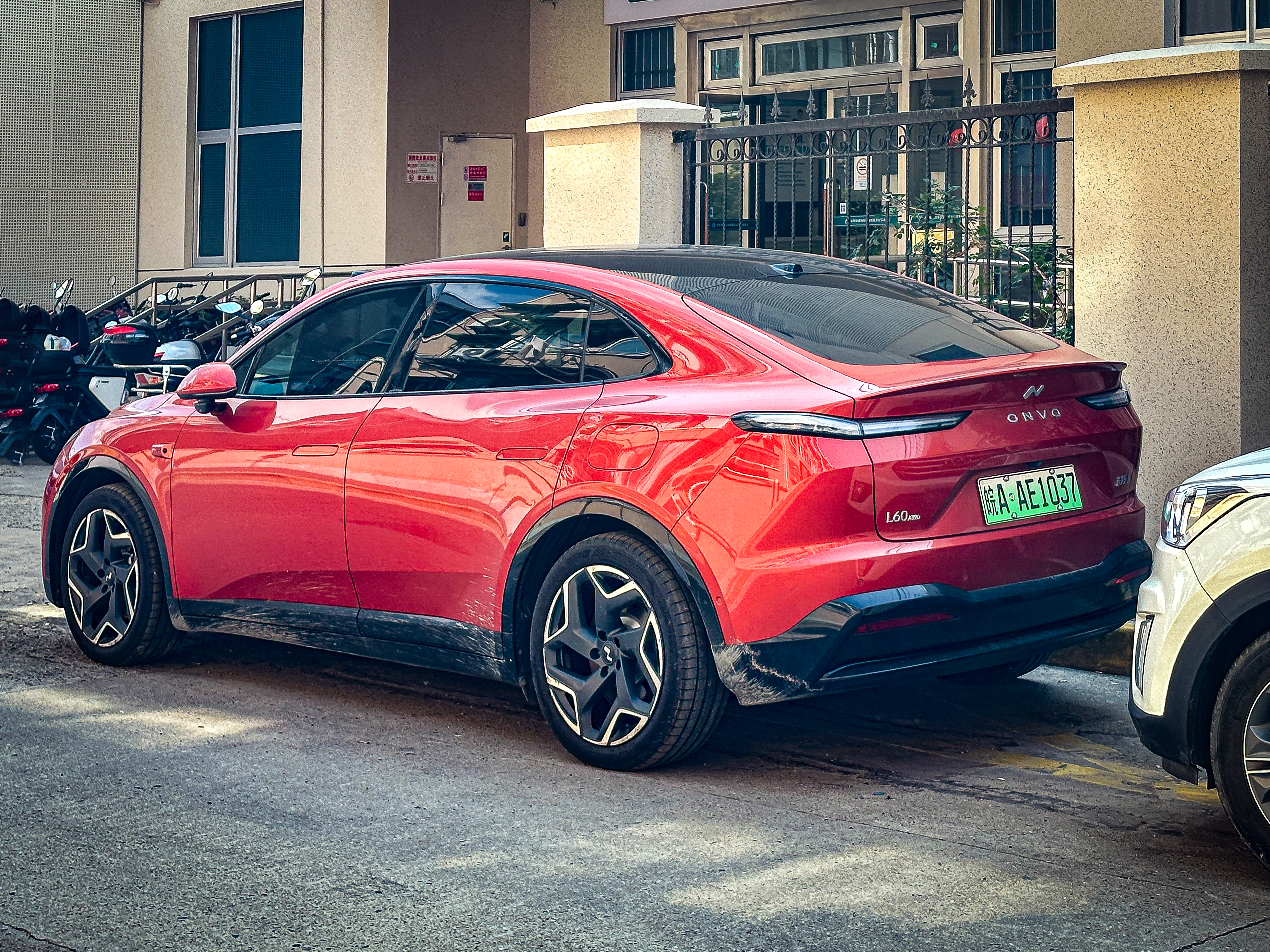
Heckansicht

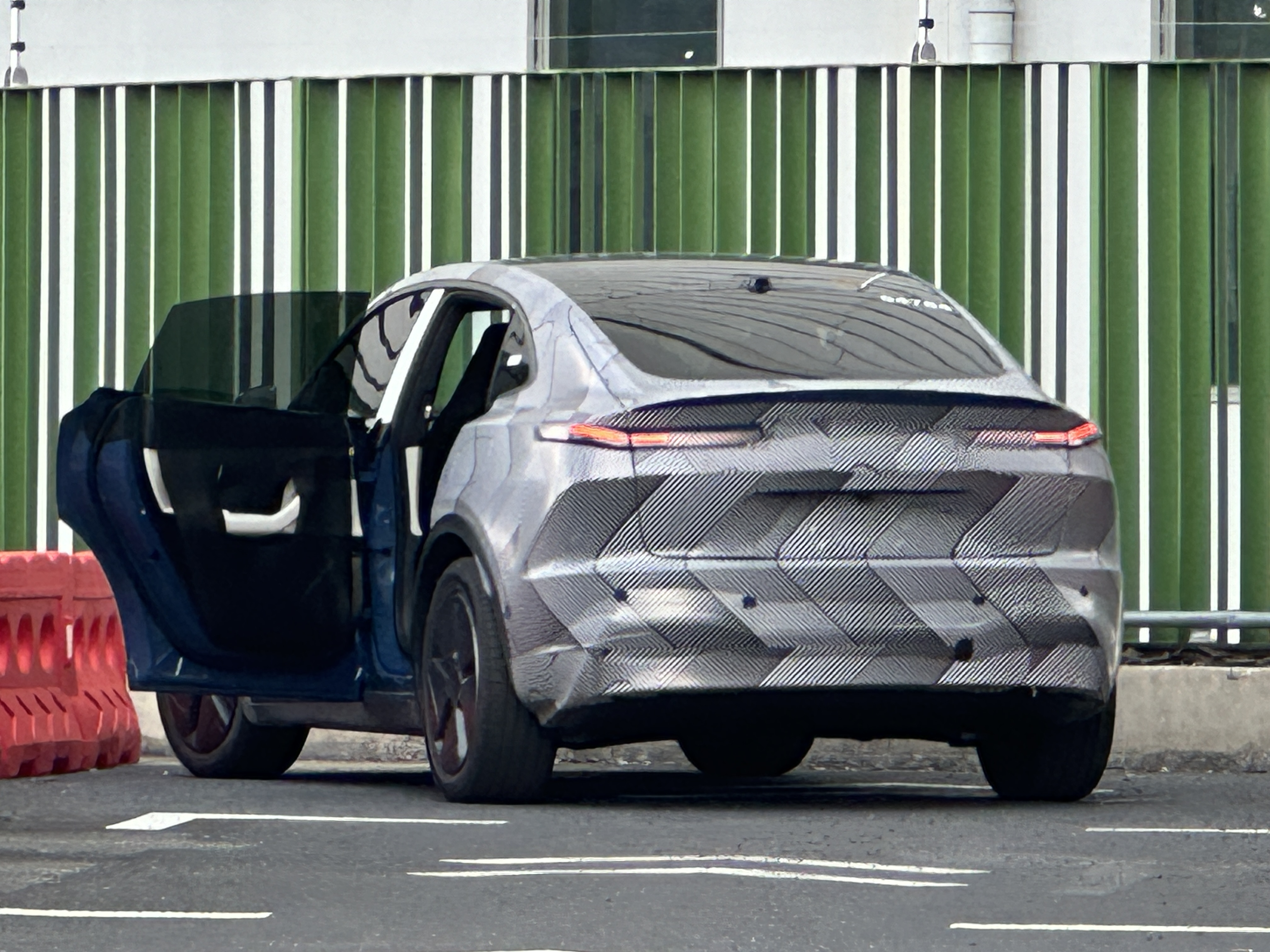
Heckansicht eines Versuchsfahrzeugs

Der Onvo L60 ist ein Elektro-SUV des chinesischen Start-ups Nio. Er wird unter der Marke Onvo geführt. Die Vorstellung erfolgte im Mai 2024.

## Geschichte
Die Auslieferungen des Fahrzeugs begannen im September 2024. Zunächst erschien der Onvo L60 in China, ab 2025 soll er aber auch in Europa erhältlich sein.

## Produktion und Verfügbarkeit
Die Serienproduktion des Onvo L60 begann im August 2024 in Hefei. Die ersten Fahrzeuge wurden im September 2024 ausgeliefert. Nio plant, ab 2025 monatlich 20.000 Einheiten dieses Modells zu produzieren.

## Technik
Der Onvo L60 hat eine aerodynamisch günstige Karosserie mit einem cw-Wert von unter 0,23 und wird in zwei Versionen angeboten: Eine Version mit einem 60-kWh-Lithium-Eisenphosphat-Akku (LFP) und eine mit einem 85-kWh-Lithium-Ionen-Akku (NMC). Zusätzlich soll es eine Variante mit einer 150-kWh-Semi-Solid-State-Batterie geben, die an speziellen Wechselstationen getauscht werden kann. Diese Batterien, kombiniert mit Siliziumkarbid-Invertern, ermöglichen hohe Ladeströme und kurze Ladezeiten. Im Vergleich zum Tesla Model Y, das einen Verbrauch von 12,5 kWh/100 km hat, ist der Onvo L60 mit 12,1 kWh/100 km etwas sparsamer.

### Reichweite
Der Onvo L60 wird in drei Ausführungen angeboten. Das Standardmodell hat eine Reichweite von 555 Kilometern, das Modell mit höherer Reichweite schafft 730 Kilometer, und die Top-Variante soll etwa 1000 Kilometer weit fahren.